# Contea di Beltrami
La contea di Beltrami in inglese Beltrami County è una contea dello Stato del Minnesota, negli Stati Uniti. La popolazione al censimento del 2000 era di 39 650 abitanti. Il capoluogo di contea è Bemidji.
È stata nominata così in onore dell'esploratore Giacomo Costantino Beltrami, famoso italiano bergamasco che nel 1823 esplorò per primo proprio quei luoghi ed in generale la zona del Minnesota, per esplicita proposta del governo statunitense, diventando anche amico dei nativi americani.